# Herm Gilliam
Herman L. „Herm” Gilliam Jr (ur. 5 maja 1946 w Winston-Salem, zm. 16 kwietnia 2005 w Salem) – amerykański koszykarz, występujący na pozycjach rzucającego obrońcy lub niskiego skrzydłowego, mistrz NBA z 1977.
W 1970 podczas draftu rozszerzającego trafił do nowego zespołu ligi – Buffalo Braves.

## Osiągnięcia
Na podstawie, o ile nie zaznaczono inaczej.
NCAA
- Wicemistrz NCAA (1969)
- Mistrz sezonu regularnego konferencji Big Ten (1969)
- MVP zespołu (1967, 1968)
- Laureat Ward Lambert Award (1967)
- Zaliczony do:
  - I składu All-Big Ten (1969)
  - Galerii Sław Sportu – Intercollegiate Athletics Hall of Fame (2006)

NBA
- Mistrz NBA (1977)[1]